# Principat de Patna
El principat de Patna (Patna State) fou un estat tributari protegit de l'Índia, a la presidència de Bengala (al centre del modern estat d'Orissa) amb una superfície de 6.213 km². Fin el 1905 fou part de les Províncies Centrals.

## Geografia
Estava a la vall del Mahanadi limitat al nord per Sambalpur, Borasambar i Khariar, a l'oest pel districte de Raipur, al sud per l'estar de Kalahandi, i a l'est per l'estat de Baud. La capital era Bolangir (3.706 habitants el 1901). Estava separat de Kalahandi pel riu Tel i de Sambalpur i Sonpur per l'Ong; els rius Suktel i Barabhailat travessaven el centre de l'estat.

## Població
La població el 1881 era de 257.959 habitants i el 1901 de 277.748 habitants, havent baixat el 1899-1900 a causa d'una fam. El nombre de pobles era de 1.850. La població el 1931 era de 566.924 habitants. La majoria de la població eren oriyes i parlaven oriya. Les castes i tribus eren gahres o ahirs, gandes, khonds, gonds i savars. El khonds vivien a la regió de Kondhan i les rendes eren pagades pels caps tribals. Hi havia també tres comarques ben organitzades: Angar, Soranda i Patnagarh.

## Història
Els maharajas de Patna dominaven antigament un extens territori a l'est del regne de Ratanpur i eren els caps d'una sèrie d'estat coneguts com els Athara Garhjat i Divuit Forts. Els rages actuals haurien obtingut el poder després del 1300 i són rajputs chauhans. Fins al 1947 s'atribuieixen 30 generacions de sobirans i segons la seva tradició l'ancestre era un príncep rajpur de nom Hitambar Singh, que va viure prop de Mainpuri i fou expulsat dels seus territoris pels musulmans de Delhi per haver ofès al sultà, arribant amb la seva família a Patna on va morir en batalla; la seva esposa estava en estat i fou allotjada per un binjhal, a la cabana del qual va donar a llum a un fill de nom Ramai Deo. En aquest temps el territori de Patna estava dividit entre vuit caps anomenats els Ath Malik que havien acordat regnar cadascun un dia sobre tot el territori; el jove rajput fou adoptat pel cap de Kolagarh, i quan va créixer va matar als 8 caps i va assolir el govern únic. En successius regnats la família va estendre els seus dominis incloent gran part del que fou el districte britànic de Sambalpur i els sobirans veïns foren fets tributaris com els de Khariar i Bindra Nawagarh a l'oest, Phuljhar i Sarangarh al nord, i Bamail, Gangpur, i Bamra al nord-est; Rairakhol, un territori a l'esquerra del Mahanadi, fou annexionat; un fort fou erigit a Phuljhar; Chandrapur, pargana a l'esquerra del Mahanadi, fou entregada al governant de Ratanpur.
El dotzè raja, Narsingh Deo, va cedir al seu germà Balram Deo una part del territori al nord del riu Ong, on va fundar l'estat de Sambalpur, que aviat, per l'adquisició de territoris en totes direccions, va esdevenir el més poderós dels estats Athara Garhjat al mateix temps que la importància de Patan començava a baixar. El segle XVIII els marathes van conquerir Sambalpur quan ja Patna havia esdevingut una dependència d'aquest estat. Patna també va haver de pagar tribut als nous conqueridors. En endavant va ser feudatari de Sambalpur i va seguir la seva història.
El 1865 fou reconegut pels britànics. El 1869 la tirania del maharaja Sur Pratap Deo i el seu germà Lai Bishnath Singh va causar una revolta entre els khonds. Foren reduïts ràpidament però Lai Bishnat Singh va causar grans atrocitats i va vessar molta sang; una investigació sobre les causes de la revolta va portar als britànics a deposar el maharaja i van agafar el govern el 1871. El maharaja va morir el 1878 i el va succeir el seu nebot Rumchandra Singh, de 6 anys, que fou declarat major d'edat el 1894 quan ja mostrava alguns signes de bogeria. El 1895 va disparar a la seva dona i a ell mateix a palau i els dos van morir al moment.
No va deixar successió masculina i el seu oncle Lai Dalganjan Singh fou reconegut sobirà amb l'obligació d'administrar amb ajut d'un diwan o govern nomenat pels britànics. El 1900 a causa del mal estat de l'economia es va desenvolupar una activitat organitzada de dacoits, el maharajà fou obligat a donar amplis poders al diwan i control sobre la policia. Un agent polític subordinat al comissionat d'Orissa, que era al mateix temps agent dels Mahals Tributaris o Garhjats, va supervisar les relacions de l'estat amb el govern de Bengala.

## Llista de maharajas
- Maharaja Raisingh Deo 1685-1762
- Maharaja Prithviraj Deo 1762-1765
- Maharaja Ramchandra Singh Deo I 1765-1820
- Maharaja Bhupal Singh Deo 1820-1848
- Maharaja Hiravajra Singh Deo 1848-1866
- Maharaja Sur Pratap Singh Deo 1866-1878
- Maharaja Ramchandra Singh Deo II 1878-1895
- Maharaja Danganjan Singh Deo 1895-1910
- Maharaja Prithviraj Singh Deo 1910-1924
- Maharaja Sir Rajendra Narayan Singh Deo 1924-1954 (+1975)

## Bandera
La bandera coneguda fou adoptada tard, probablement el 1946 i és rectangular de cinc franges horitzontals, de dalt a baix: blau, groc, vermell, verd i taronja. Al centre l'escut de l'estat. Si en va tenir una diferent anteriorment no es coneix.